# Roland Jacquard
Pour l’article ayant un titre homophone, voir Roland Jaccard.
Pour les articles homonymes, voir Jacquard.
Roland Jacquard est un journaliste, essayiste, consultant français.

## Biographie
Ancien pigiste au Canard enchaîné, Roland Jacquard préside l’Observatoire international du terrorisme,, un organisme non gouvernemental dont il est le seul membre, « sans publications, sans site Web, sans adresse postale et sans aucune existence légale » écrit Le Monde en 2015, ainsi que la lettre Sentinel, créée en 1986, qui propose des « sessions de sensibilisation et de formation » sur la question terroriste. Invité régulier de l'émission C dans l'air, Roland Jacquard est également l'auteur d'essais sur Oussama ben Laden et le terrorisme. En 2001, il connaît un important succès de librairie avec Au nom d'Oussama ben Laden.
Il est considéré par CNN en 2002 et par Newsweek, en 2005, comme un expert français de référence en matière de terrorisme,. Il est également expert auprès des pays membres du Conseil de sécurité de l'ONU et du Conseil de l'Europe.

### Controverses
Certaines analyses de Roland Jacquard ont fait l'objet de controverses quant à leur validité. Selon les journalistes Didier Bigo, Laurent Bonelli et Thomas Deltombe, les propos tenus par Roland Jacquard en tant qu'expert dans les médias seraient sujets à caution.
En juillet 2010, Roland Jacquard intervient sur France 5 dans l’émission C dans l'air et présente à la caméra un manuel en arabe de 300 pages, supposément destiné aux cadres d’Al-Qaïda afin de se protéger des services secrets sur Internet. Le manuel leur permettrait d’installer des systèmes de protection. L’authenticité du document sera mis en cause par d’autres journalistes, la couverture du document étant celle d'un simple guide de programmation informatique pour le langage C++ téléchargeable gratuitement sur Internet.
Le 22 juillet 2011, à la suite de l’attentat d'Oslo qui a fait 76 morts et commis par le Norvégien islamophobe Anders Behring Breivik, Roland Jacquard, qui propose une analyse personnelle, est critiqué par l'ancien commissaire des RG Patrick Rougelet : « Roland Jacquard illustre à merveille le danger de ces relations incestueuses » (entre RG et journalisme).
En mars 2023, un rapport d'enquête du New Yorker révèle que Roland Jacquard est lié à Mario Brero par la société de renseignement suisse, Alp Services. Roland Jacquard aurait ainsi touché 300 000 euros pour sa collaboration avec la société suisse, dans le cadre d'une lutte d'influence au profit des Émirats arabes unis.
Selon Mediapart, Roland Jacquard, ancien journaliste devenu expert autoproclamé de l’islamisme armé, est décrit par un ancien officier de la DGSE comme un « spécialiste national du scoop moisi »,

### Décorations
- Chevalier de la Légion d'honneur 2003, pour « services rendus à la France » sur le contingent du Président de la République, Jacques Chirac[18].

- Chevalier de l'ordre des Palmes académiques 2007, pour « services rendus à l'éducation nationale » par le Premier ministre (BODMR n° 03 du 03/05/2007 - ISSN 0427-1181) .

- En 2014, il est nommé par le prince Albert II de Monaco au grade de grand officier de l'ordre de Grimaldi[19].

## Publications
- Au nom d'Oussama Ben Laden..., Jean Picollec, 2001 (édition allemande : List Paul Verlag, 2001; édition espagnole : Distal, 2001, édition anglaise : Duke University Press, 2002), traduit en 26 langues.
- Les Archives secrètes d'Al Qaida, Jean Picollec, 2002
- Ben Laden, la destruction programmée de l'Occident : révélations sur le nouvel arsenal d'Al-Qaida, Jean Picollec, 2004
- Fatwa contre l'Occident, Albin Michel, 1998
- Les Cartes secrètes de la guerre du golfe, Éditions N°1, 1991
- Carlos, le dossier secret (avec Dominique Nasplèzes), Jean Picollec, 1997
- De Washington à Clinton : la galerie des présidents américains, Jean Picollec, 1998
- L'internationale terroriste démasquée, Alain Lefeuvre, Nice, 1981
- Les dossiers secrets du terrorisme, Albin Michel, 1985
- La Guerre du mensonge: histoire secrète de la désinformation, Plon, 1986
- Le marché noir de la bombe A, Vertiges du Nord - Carrère, 1986
- La longue traque d'Action Directe, Albin Michel, 1987
- La fin de l'empire rouge, Robert Laffont, 1992
- L'affaire Péchiney, Jean Picollec, 1993
- Les testaments secrets de Ben Laden (avec Atmane Tazaghart), Jean Picollec, 2014